# داوودي (أيسين)
داوودي (بالفارسية: داوودی) هي قرية تقع في إيران في قسم أيسين الريفي. يقدر عدد سكانها بـ 75 نسمة بحسب إحصاء 2016.